# Lactobacillus casei
Lactobacillus casei és una espècie del gènere Lactobacillus que es troba a l'intestí i la boca dels humans. Aquesta espècie en particular pot viure en amplis intervals de temperatura i pH i complementa el creixement de L. acidophilus, que produeix l'enzim amilasa (enzim que permet la digestió dels hidrats de carboni).

## Usos
El principal ús és en la indústria lletera; es troba en alguns tipus de formatges en maduració així com en les olives sicilianes fermentades naturalment. El Lactobacilus casei també s'utilitza en medicina: s'ha demostrat que una beguda comercial que conté la soca Shirota del L. casei inhibeix el creixement in vivo de l'Helicobacter pylori, però quan la mateixa beguda fou consumida per humans en un petit assaig la colonització per H. pyroli va disminuir només una mica, i la tendència no fou estadísticament significativa. Algunes soques de L. casei es consideren probiòtiques i poden ser efectives per alleujar malalties bacterianes patògenes gastro-intestinals. Segons l'Organització Mundial de la Salut (OMS) aquestes propietats han de ser demostrades en cada soca específica, incloent estudis clínics en humans, perquè siguin vàlides. El L. casei s'ha combinat amb altres soques de bacteries probiòtiques en assaigs aleatoris que estudien els seus efectes per a la prevenció de la diarrea associada a antibiótics i les infeccions per Clostridium difficile. En aquests assaigs, els pacients que no van rebre el placebo van tenir taxes menors de C. difficile sense efectes adversos. Alguns estudis suggereixen que el Lactobacillus és un tractament segur i eficaç per a la diarrea aguda i infecciosa. La bacteria L. casei també s'empra per a la preparació d'aliments, en la fermentació natural d'olives i d'algunes llegums per a dismunuir els gasos que es generen durant la seva digestió.

## Soques desenvolupades comercialment
Algunes soques han estat desenvolupades per a utilitzarles amb finalitats comercials; alguns exemples són la L. casei DN-114001 i L. casei Shirota (vegeu Actimel i Yakult) o la L. casei Immunita (vegeu Danone).